# 吉井潤
吉井 潤（よしい じゅん、1983年 - ）は、日本の図書館員。
都留文科大学・日本大学・東洋大学非常勤講師。

## 経歴
東京都生まれ。 早稲田大学での4年間、87科目・260単位を履修し、不可（いわゆる落単）はゼロで卒業。2006年3月に早稲田大学卒業後、4月から山梨県の山中湖情報創造館、2009年に東京都の練馬区立南田中図書館副館長、2010年に新宿区立角筈図書館副館長を経て、2013年4月から2018年3月まで江戸川区立篠崎図書館・江戸川区立篠崎子ども図書館館長。篠崎図書館・篠崎子ども図書館長就任時は、29歳だった。 篠崎図書館と篠崎子ども図書館長時代の5年間で新聞には28回、雑誌3回、テレビは4回、情報誌などのその他の媒体には7回掲載・放映された。
慶應義塾大学大学院文学研究科図書館・情報学専攻情報資源管理分野修士課程修了。

## 研究大会発表[4]
- 都道府県立図書館と都道府県立図書館所在地の市立図書館の図書の所蔵実態   三田図書館・情報学会2022年度研究大会 2022年11月12日
- 公立図書館における一般図書の選書会議の実態   日本図書館情報学会第70回研究大会 2022年10月29日
- 公立図書館の選書における一般図書の評価   日本図書館情報学会2022年度春季研究集会 2022年6月4日
- 公立図書館における直接選書の見計らいの実態   三田図書館・情報学会2021年度研究大会 2021年11月13日
- 公立図書館における電子図書館サービスの現状   日本図書館情報学会第69回研究大会 2021年10月16日
- 図書館専門企業における図書仕入の実態   日本図書館情報学会2021年度春季研究集会 2021年5月15日
- 公立図書館における新聞書評欄掲載図書の購入状況   三田図書館・情報学会 2020年度研究大会(オンライン) 2020年11月7日
- 新型コロナウイルス感染症対策から捉えた公立図書館のトイレ環境に関する現状調査   日本図書館情報学会第68回研究大会(オンライン) 2020年10月3日
- 公立図書館における電子図書館(電子書籍貸出)サービスのコンテン ツと利用に関する現状調査   日本図書館情報学会2020年度春季研究集会(オンライン) 2020年6月6日
- 公立図書館における相互貸借借受リストの分析:江戸川区立図書館1年分の事例から   三田図書館・情報学会研究大会2019年度研究大会 2019年11月16日
- 公立図書館における図書購入リストの分析:江戸川区立図書館1年分の事例から   日本図書館情報学会第67回（2019年度）研究大会 2019年10月19日
- 公立図書館における図書除籍資料リストの分析:江戸川区立図書館1年分の事例から   日本図書館情報学会2019年度春季研究集会 2019年6月8日

## 著書
- 事例で学ぶ図書館制度・経営論 青弓社 2022年10月
- 公立図書館における電子図書館サービスの現状 樹村房 2022年6月
- 公立図書館における新型コロナウイルス感染症（COVID-19）への対応(図書館調査研究リポートNo.19) 国立国会図書館関西館図書館協力課(編), 大谷康晴, 岸田和明, 安形輝, 嶋田学, 吉井潤 (担当:共著, 範囲:第3章（3.1、3.2.1、3.3.1、3.3.4）)国立国会図書館 2022年2月
- 事例で学ぶ図書館サービス概論 青弓社 2022年1月
- 図書館の新型コロナ対策ガイド 青弓社 2020年10月
- 絵本で世界を学ぼう！ 吉井 潤,柏原 寛一　青弓社 2020年7月
- 2033年の日本と図書館に向けて 樹村房 2018年12月
- つくってあそぼう! 本といっしょに、つくってかがくであそぼう 吉井 潤, 柏原 寛一　青弓社 2018年6月
- 仕事に役立つ専門紙・業界紙 青弓社 2017年5月
- 知って得する図書館の楽しみかた 勉誠出版 2016年4月
- 29歳で図書館長になって 青弓社 2015年2月